# دسميد متساوي
دسميد متساوي (الاسم العلمي: Desmidium aequale) هو نوع من الطحالب الخضراء يتبع جنس الدسميد من فصيلة الدسميدية.